# Dalža
Dalža (rusky Дальжа nebo Дальдзи) je sladkovodní jezero v Chabarovském kraji v Rusku. Má rozlohu 60,9 km². Je protáhlého tvaru ze severovýchodu na jihozápad.

## Vodní režim
Průtokem přes jezero Dalgan je spojené s nížinou řeky Amguň. Do jezera ústí řeky Kalpakori, Džuk a mnoho menších. Pobřeží je silně členité, v západní části hornaté, porostlé lesem, na východě bažinaté.

## Využití
Jezero je splavné pro mělké lodě a má význam pro rybí průmysl.